# Liste des monuments historiques de Pernes-les-Fontaines
Cet article recense les monuments historiques de Pernes-les-Fontaines, en France.

## Statistiques
Pernes-les-Fontaines compte 25 édifices comportant au moins une protection au titre des monuments historiques, soit 4 % des monuments historiques du département de Vaucluse. 8 édifices comportent au moifns une partie classée ; les 17 autres sont inscrits.
Le graphique suivant résume le nombre d'actes de protection par décennies (ou par année avant 1880) :

## Liste
| Monument                                                 | Adresse                                            | Coordonnées                      | Notice         | Protection     | Date      | Illustration                                             |
| -------------------------------------------------------- | -------------------------------------------------- | -------------------------------- | -------------- | -------------- | --------- | -------------------------------------------------------- |
| Chapelle Notre-Dame-de-la-Rose                           | 23 Place du Portail Neuf                           | 43° 59′ 47″ nord, 5° 03′ 29″ est | « PA00082110 » | Inscrit        | 1928      | Chapelle Notre-Dame-de-la-Rose                           |
| Chapelle Saint-Roch                                      | Chemin de Saint-Roch                               | 44° 00′ 56″ nord, 5° 05′ 19″ est | « PA00082111 » | Inscrit        | 1978      | Chapelle Saint-Roch                                      |
| Croix de Boët                                            |                                                    | 44° 00′ 05″ nord, 5° 03′ 29″ est | « PA00082112 » | Classé         | 1961      | Croix de Boët                                            |
| Église Notre-Dame-de-l'Immaculée-Conception des Valayans | Les Valayans                                       | 43° 58′ 50″ nord, 4° 58′ 11″ est | « PA84000069 » | Inscrit        | 2014      | Église Notre-Dame-de-l'Immaculée-Conception des Valayans |
| Église Notre-Dame-de-Nazareth                            |                                                    | 43° 59′ 58″ nord, 5° 03′ 32″ est | « PA00082113 » | Classé         | 1840      | Église Notre-Dame-de-Nazareth                            |
| Fontaine des Augustins                                   | Place Louis Giraud                                 | 43° 59′ 51″ nord, 5° 03′ 33″ est | « PA00082114 » | Inscrit        | 1928      | Fontaine des Augustins                                   |
| Fontaine du Gigot                                        |                                                    | 43° 59′ 53″ nord, 5° 03′ 26″ est | « PA00082115 » | Inscrit        | 1928      | Fontaine du Gigot                                        |
| Fontaine de l'Hôpital                                    |                                                    | 43° 59′ 55″ nord, 5° 03′ 44″ est | « PA00082116 » | Inscrit        | 1928      | Fontaine de l'Hôpital                                    |
| Fontaine de l'Hôtel de ville                             |                                                    | 43° 59′ 50″ nord, 5° 03′ 39″ est | « PA00082117 » | Inscrit        | 1928      | Fontaine de l'Hôtel de ville                             |
| Fontaine du Cormoran                                     |                                                    | 43° 59′ 53″ nord, 5° 03′ 26″ est | « PA00082118 » | Classé         | 1911      | Fontaine du Cormoran                                     |
| Fontaine de la Porte-Neuve                               |                                                    | 43° 59′ 47″ nord, 5° 03′ 30″ est | « PA00082119 » | Inscrit        | 1928      | Fontaine de la Porte-Neuve                               |
| Fontaine Reboul                                          | Place Reboul                                       | 43° 59′ 54″ nord, 5° 03′ 37″ est | « PA00082120 » | Inscrit        | 1928      | Fontaine Reboul                                          |
| Hôtel d'Anselme                                          |                                                    | 43° 59′ 55″ nord, 5° 03′ 28″ est | « PA00082121 » | Inscrit        | 1928      | Hôtel d'Anselme                                          |
| Hôtel de Cheylus                                         | 23 place de la Juiverie                            | 43° 59′ 54″ nord, 5° 03′ 39″ est | « PA00125730 » | Inscrit Classé | 1993 1996 | Hôtel de Cheylus                                         |
| Hôtel de Jocas                                           |                                                    | 43° 59′ 51″ nord, 5° 03′ 41″ est | « PA00082122 » | Inscrit        | 1928      | Hôtel de Jocas                                           |
| Hôtel de ville                                           |                                                    | 43° 59′ 50″ nord, 5° 03′ 36″ est | « PA00082123 » | Classé         | 2009      | Hôtel de ville                                           |
| Maison natale d'Esprit Fléchier                          |                                                    | 43° 59′ 57″ nord, 5° 03′ 37″ est | « PA00082124 » | Inscrit        | 1988      | Maison natale d'Esprit Fléchier                          |
| Monument commémoratif à Louis Giraud                     | avenue de la Perle-du-Comtat                       | 43° 59′ 54″ nord, 5° 03′ 18″ est | « PA84000053 » | Inscrit        | 2009      | Monument commémoratif à Louis Giraud                     |
| Porte Notre-Dame                                         |                                                    | 43° 59′ 56″ nord, 5° 03′ 35″ est | « PA00082125 » | Classé         | 1915      | Porte Notre-Dame                                         |
| Porte Saint-Gilles                                       |                                                    | 43° 59′ 51″ nord, 5° 03′ 43″ est | « PA00082126 » | Classé         | 1913      | Porte Saint-Gilles                                       |
| Porte de Villeneuve                                      |                                                    | 43° 59′ 51″ nord, 5° 03′ 21″ est | « PA00082127 » | Inscrit        | 1928      | Porte de Villeneuve                                      |
| Tour Ferrande                                            |                                                    | 43° 59′ 53″ nord, 5° 03′ 26″ est | « PA00082128 » | Classé         | 1862      | Tour Ferrande                                            |
| Tour Giberti                                             | Place des Comtes-de-Toulouse; 2 place de la Mairie | 43° 59′ 51″ nord, 5° 03′ 34″ est | « PA84000081 » | Inscrit        | 2019      | Tour Giberti                                             |
| Tour de l'Horloge                                        |                                                    | 43° 59′ 54″ nord, 5° 03′ 32″ est | « PA00082129 » | Inscrit        | 1928      | Tour de l'Horloge                                        |
| Tour du Moulin de l'École                                | Place des Comtes de Toulouse                       | 43° 59′ 52″ nord, 5° 03′ 35″ est | « PA84000067 » | Inscrit        | 2013      | Tour du Moulin de l'École                                |